# 赤穂浪士 (映画)
『赤穂浪士』（あこうろうし）は、1961年（昭和36年）3月28日公開（東映創立記念日）の日本映画。東映製作・配給。監督は松田定次、主演は片岡千恵蔵。カラー、東映スコープ、150分。

## 概要
東映創立10周年記念映画として、東映俳優陣オールスター・キャストで製作された。配給収入は4億3500万円で、1961年度の邦画配収ランキング第2位となった。東映は1956年製作の『赤穂浪士 天の巻 地の巻』、1959年製作の『忠臣蔵 櫻花の巻・菊花の巻』に続くオールスター・キャストの忠臣蔵映画であり、わずか5年間で3本目の製作であった。以後に東映が製作する忠臣蔵は1978年の『赤穂城断絶』である。
また東映としては大佛次郎原作『赤穂浪士』の二度目の映画化作品であり、NHK大河ドラマ『赤穂浪士』が放送されるのはこの映画の3 年後であった。
片岡千恵蔵は1959年製作の『忠臣蔵 櫻花の巻・菊花の巻』に続いて大石内蔵助を演じ、吉良上野介は1956年制作の『赤穂浪士 天の巻 地の巻』以来二度目となる月形龍之介、堀田隼人も同じ大友柳太朗、浅野内匠頭は大川橋蔵、『忠臣蔵 櫻花の巻・菊花の巻』で浅野内匠頭を演じた中村錦之助は脇坂淡路守、前回の『赤穂浪士 天の巻 地の巻』で浅野内匠頭を演じた東千代之介は堀部安兵衛、同じく前回の『赤穂浪士 天の巻 地の巻』で大石内蔵助を演じた市川右太衛門は千坂兵部を演じて、この当時の東映のスター陣の層の厚さが感じられる。

## キャスト
- 大石内蔵助：片岡千恵蔵

- 脇坂淡路守：中村錦之助 (萬屋錦之介)
- 堀部安兵衛：東千代之介
- 浅野内匠頭：大川橋蔵

- 仙：丘さとみ
- お咲：桜町弘子
- おはる：三原有美子
- あやめ：藤田佳子
- 桜：花園ひろみ
- 瑤泉院：大川恵子

- 伝吉：中村賀津雄 (中村嘉葎雄)
- 大石主税：松方弘樹
- 上杉綱憲：里見浩太郎 (里見浩太朗)

- 柳沢出羽守：柳永二郎
- 梶川与惣兵衛：宇佐美淳也
- 松造：堺駿二
- 金助：田中春男
- 佐吉（蜘蛛の陣十郎）：多々良純
- 武林唯七：尾上鯉之助
- 猿橋右門：徳大寺伸
- 松前伊豆守：香川良介
- 庄田下総守：小柴幹治
- 伊達左京亮：片岡栄二郎
- 藤井又左衛門：堀正夫
- 五兵衛：高松錦之助
- 松原多仲：有馬宏治
- 近松勘六：楠本健二
- 馬淵市之進：月形哲之介
- 大友近江守：瀬川路三郎
- 富森助右衛門：津村礼司
- 利助：団徳麿
- 早見藤左衛門：藤木錦之助
- 清野蔵人：尾形伸之介
- 吾介：大丸巌
- 鳥居利右衛門：小田部通麿
- 千鳥：吉田江利子
- 柳原大納言：長田健
- 横山孫四郎：加藤浩
- 石川頼母：関根永二郎
- 勝田新左衛門：丘郁夫
- 大高源吾：河村満和
- 脇坂和馬：矢奈木邦二郎
- 萱野三平：近江雄二郎
- 吉田忠左衛門：熊谷武
- 中村勘助：原京市
- 菅谷半之丞：香月凉二
- 大須賀治郎右衛門：島田秀雄
- 神崎与五郎：疋田圀男
- 大乗寺浅九郎：潮路章
- 大三郎：小山正
- お美代：高橋漣
- 山本修理：神木眞壽雄
- 多田彦乃進：兼田好三
- 須藤与市左衛門：有川正治
- 新貝弥七郎：大城泰
- 千馬三郎兵衛：南方英二
- 清閑寺中納言：那須伸太朗
- 渡辺勘解由：源八郎
- 関久和：佐々木松之丞
- 作造：石丸勝也
- 清村新之助：遠山金次郎
- 八介：片岡半蔵
- 間喜兵衛：尾上華丈
- 多助：大前均
- 田村右京太夫：中村錦司
- おとき：赤木春恵
- 磯貝十郎左衛門：大里健太郎
- 平田喜兵衛：浅野光男
- 山八：時田一男
- 安井彦右衛門：上代悠司
- 吉田玄達：伊東亮英
- 浅井彦十郎：国一太郎
- 大立目市左衛門：水野浩
- 和久半太夫：中村時之介
- 曽根権太夫：北龍二
- 原惣右衛門：明石潮
- 大場源十郎：清川荘司
- 加兵衛：吉田義夫
- 富蔵：星十郎
- 小野寺十内：沢村宗之助
- 小林平八郎：戸上城太郎
- 片田勇之進：阿部九洲男
- 赤垣源蔵：加賀邦男

- 千代：長谷川裕見子
- おりく：花柳小菊
- 楓：青山京子
- 浮橋太夫：千原しのぶ
- およね：木暮実千代

- 立花左近：大河内傳次郎
- 清水一角：近衛十四郎
- 片岡源五右衛門：山形勲
- 堀部弥兵衛：薄田研二
- 多門伝八郎：進藤英太郎

- 堀田隼人：大友柳太朗
- 吉良上野介：月形龍之介

- 千坂兵部：市川右太衛門

## スタッフ
- 製作：大川博
- 企画：坪井与、辻野公晴、玉木潤一郎、坂巻辰男、中村有隣
- 監督：松田定次
- 原作：大佛次郎
- 脚本：小国英雄
- 撮影：川崎新太郎
- 美術：川島泰三
- 編集：宮本信太郎
- 音楽：富永三郎
- 録音：東城絹児郎
- 照明：山根秀一
- 記録：熊田陽光
- 殺陣：足立伶二郎
- 色彩考証：和田三造
- 衣裳考証：甲斐庄楠音
- 進行主任：渡部健作